# Кобесаантубани
Кобесаантубани (груз. ქობესაანთუბანი) — село в Грузии, на территории Карельского муниципалитета края (мхаре) Шида-Картли.

## География
Село находится в центральной части Грузии, на правом берегу реки Дзамы, на расстоянии приблизительно 4 километров (по прямой) к юго-западу от города Карели, административного центра муниципалитета. Абсолютная высота — 699 метров над уровнем моря.

## Население
По результатам официальной переписи населения 2014 года в Кобесаантубани проживало 220 человек (107 мужчин и 113 женщин). В национальной структуре населения грузины составляли 90,5 %, осетины — 4,1 %, азербайджанцы — 4,1 %.
| Год  | Население, человек |
| ---- | ------------------ |
| 2002 | 214                |
| 2014 | ↗ 220              |